# Gerry Finley-Day
Compléments
créateur de Rogue Trooper
Gerry Finley-Day né en 1947 à Broughty Ferry près de Dundee est un scénariste de bande dessinée écossais, ayant surtout travaillé entre les années 1960 et les années 1980. Il est surtout connu pour avoir créé le personnage de Rogue Trooper.

## Carrière
Il commence sa carrière chez D. C. Thomson & Co. avant de devenir éditeur de Tammy, un magazine destiné aux filles publié par  IPC Media en 1971. Pour ce titre, il écrit les séries Ella on Easy Street et The Camp on Candy Island. Les histoires publiées dans Tammy se distinguaient par la cruauté et l'adversité que devaient affronter les héroïnes ; une étude montrait que les lectrices voulaient des histoires qui les fassent pleurer,.
Finley-Day est promu responsable éditorial pour l'ensemble des titres féminins d'IPC mais il préfère quitter le poste pour devenir scénariste indépendant. En 1974, il est engagé par Pat Mills afin de créer des personnages pour le magazine Battle Picture Weekly, lancé l'année suivante. Il y scénarise Rat Pack, The Sarge, The Bootneck Boy D-Day Dawson, Return of the Eagle, Sergeant Without Stripes, Cold Steele, Skreamer of the Stukas, Glory Rider, Cooley's Gun, Action Force, One-Eyed Jack et bien d'autres. Il se distingue en créant des personnages allemands honorables dont Fighter from the Sky, Panzer G-Man, Commando King, Sea Wolf, et probablement le plus connu, Hellman of Hammer Force,,,,,,, qui débute dans le magazine Action et se poursuit dans Battle lorsque Action fusionne avec lui. Pour Action il écrit aussi Green's Grudge War et Dredger.
Finley-Day travaille régulièrement pour 2000 AD où il scénarise Invasion!, Dan Dare, Fiends of the Eastern Frontet quelques épisodes de Judge Dredd. Il se spécialise dans des récits de guerre futuriste, d'abord avec The V.C.s puis avec son personnage le plus connu, Rogue Trooper. Il écrit aussi Blackhawk pour le magazine Tornado et plusieurs séries pour Eagle dont Saddle Tramp, Sergeant Streetwise, Jake's Platoon, The Hand, et des épisodes de The Collector.